# Calvaire de Rusquec
Le calvaire de Rusquec est un édifice situé à Loqueffret en France.

## Localisation
Le calvaire est situé sur le territoire de la commune de Loqueffret, au lieu-dit Le Rusquec, dans le département du Finistère en région Bretagne.

## Description
Le calvaire supporte un groupe formé des trois croix, de la Pietà et des Saintes femmes, s'élevant au-dessus d'un fût en forme de tronc d'arbre avec base polygonale.

## Historique
Le calvaire est classé au titre des monuments historiques par arrêté du 6 janvier 1927.

## Galerie

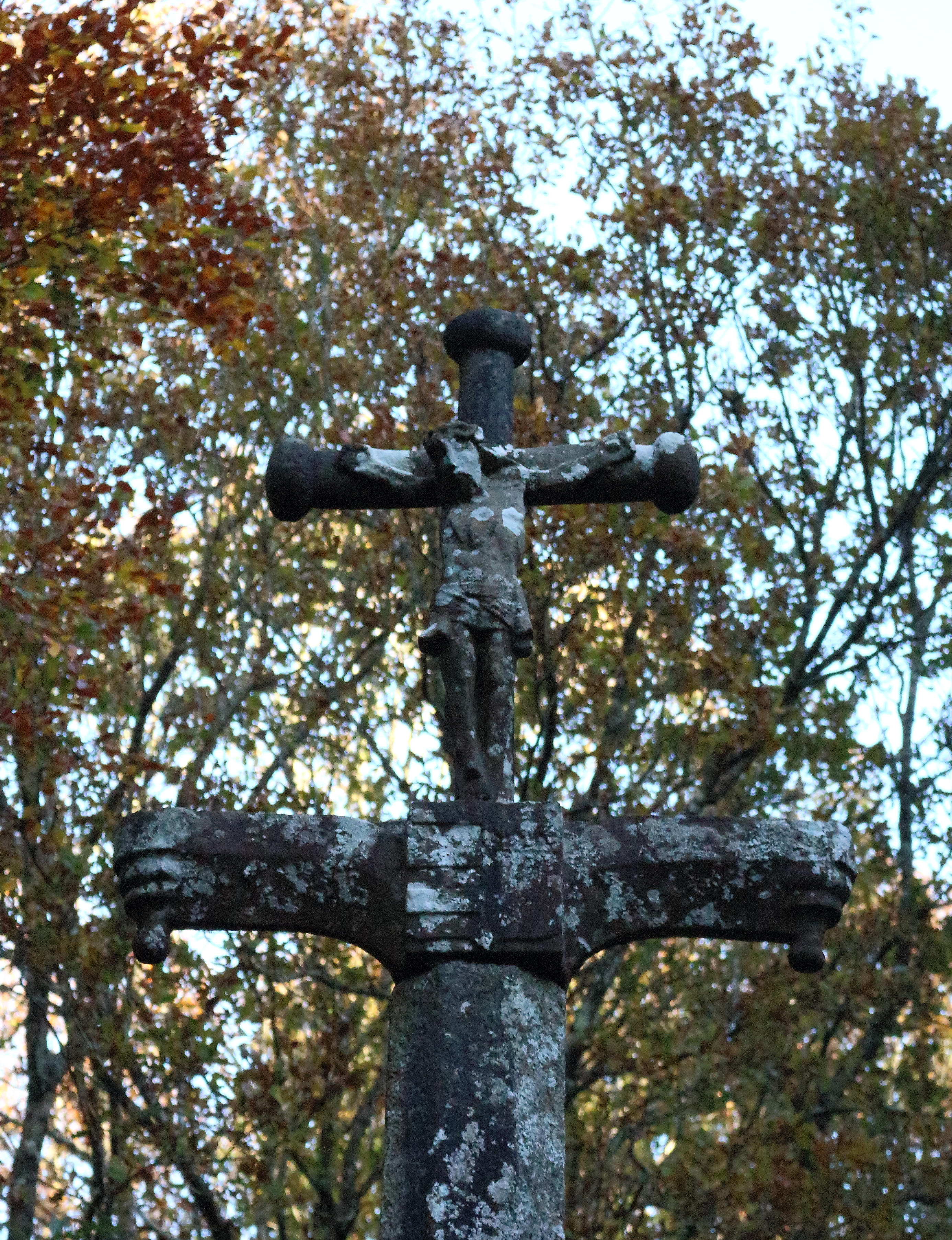